# Anales del Instituto Botánico A. J. Cavanilles
Anales del Instituto Botánico A. J. Cavanilles (abreviado Anales Inst. Bot. Cavanilles) fue una revista ilustrada con descripciones botánicas que es editada en España por el Real Jardín Botánico de Madrid. Comenzó su publicación en el año 1951 hasta 1979. Fue precedida y sustituida por Anales Jard. Bot. Madrid.